# Jenfelder Bach
Der Jenfelder Bach entspringt einem Kanalausfluss südlich der Rodigallee in Hamburg-Jenfeld. Von dort fließt er in südlicher Richtung und passiert den Hauptfriedhof Öjendorf an seinem westlichen Rande. Vorher nimmt der Bach von links den Raawischgraben auf. Nach Unterquerung der Glinder Straße mündet er in den Schleemer Bach. Entlang des Unterlaufs ist der Bach von Spazierwegen gesäumt.
Das Angeln im Jenfelder Bach ist über die gesamte Länge ganzjährig verboten.